# 6524 Baalke
6524 Baalke (1992 AO) là một tiểu hành tinh vành đai chính được phát hiện ngày 9 tháng 1 năm 1992 bởi Helin, E. F. ở Palomar.